# Brooke Richards
Pour les articles homonymes, voir Richards.
Brooke Richards, née le 17 octobre 1976 à York (Pennsylvanie), est une mannequin et actrice américaine.  Elle a été playmate dans l'édition de décembre 1999 de Playboy (photographiée par Stephen Wayda).
La plus jeune d'une famille de quatorze enfants (elle a 5 frères et 8 sœurs), sa carrière de modèle décolle lorsqu'elle gagne les titres de Miss Hawaiian Tropic International et Miss Chevy Vettefest Chicago. Elle est repérée en tant que modèle pour Hawaiian Tropic et apparaît pour la première fois dans une édition spéciale en 1998. Elle est choisie pour faire la couverture de l'édition de Juillet 1999 et dans une édition spéciale "Girls of Hawaiian Tropic", avant d'être finalement choisie comme playmate de Décembre 1999

## Apparitions dans les numéros spéciaux dePlayboy
- Playboy's Sexy Girls Next Door Vol. 1: Mars 1998 - couverture.
- Playboy's Book of Lingerie Vol. 62: Juillet 1998 - pages 12-13.
- Playboy's Girlfriends Juillet 1998 - pages 3-9.
- Playboy's Book of Lingerie Vol. 64: Novembre 1998 - pages 68-69.
- Playboy's Book of Lingerie Vol. 65: Janvier 1999 - couverture, pages, 24-29, 90-91.
- Playboy's Playmate Review Vol. 16: Aout 2000 - pages 86-93.
- Playboy's Book of Lingerie Vol. 75: Septembre 2000 - couverture.
- Playboy's Playmates in Bed Octobre 2000 - pages 8-9.
- Playboy's Voluptuous Vixens Vol. 4: Octobre 2000.
- Playboy's Book of Lingerie Vol. 77: Janvier 2001 - pages 26-29.
- Playboy's Book of Lingerie Vol. 78: Mars 2001.
- Playboy's Nude Playmates Avril 2001 - pages 48-49.
- Playboy's Girls of Summer Mai 2001.
- Playboy's Book of Lingerie Vol. 80: Juillet 2001.
- Playboy's Sexy 100 Février 2003.

## Filmographie
- Video Playmate Calendar (2001)
- Playmate of the Year: Jodi Ann Paterson (2000)
- Playmates Bustin' Out (2000)
- Playmates on the Catwalk (2000)